# TT13
La tombe thébaine TT 13 est située à Dra Abou el-Naga, dans la nécropole thébaine, sur la rive ouest du Nil, face à Louxor en Égypte.
C'est la sépulture de Shouroy, chef des porteurs de brazero d'Amon.